# Юзефув (Бжезінський повіт)
Юзефув (пол. Józefów) — село в Польщі, у гміні Роґув Бжезінського повіту Лодзинського воєводства.
Населення — 419 осіб (2011).
У 1975-1998 роках село належало до Скерневицького воєводства.

## Демографія
Демографічна структура станом на 31 березня 2011 року:
|          | Загалом | Допрацездатний вік | Працездатний вік | Постпрацездатний вік |
| -------- | ------- | ------------------ | ---------------- | -------------------- |
| Чоловіки | 187     | 30                 | 141              | 16                   |
| Жінки    | 232     | 40                 | 137              | 55                   |
| Разом    | 419     | 70                 | 278              | 71                   |